# Геракліт (місячний кратер)
Кра́тер Гераклі́т (лат. Heraclitus) — стародавній великий і глибокий метеоритний кратер у південній материковій частині видимого боку Місяця. Назва присвоєна на честь давньогрецького філософа Геракліта Ефеського (544—483 до н. е.) і затверджена Міжнародним астрономічним союзом у 1935 році. Утворення кратера відбулось у донектарському періоді.

## Опис кратера

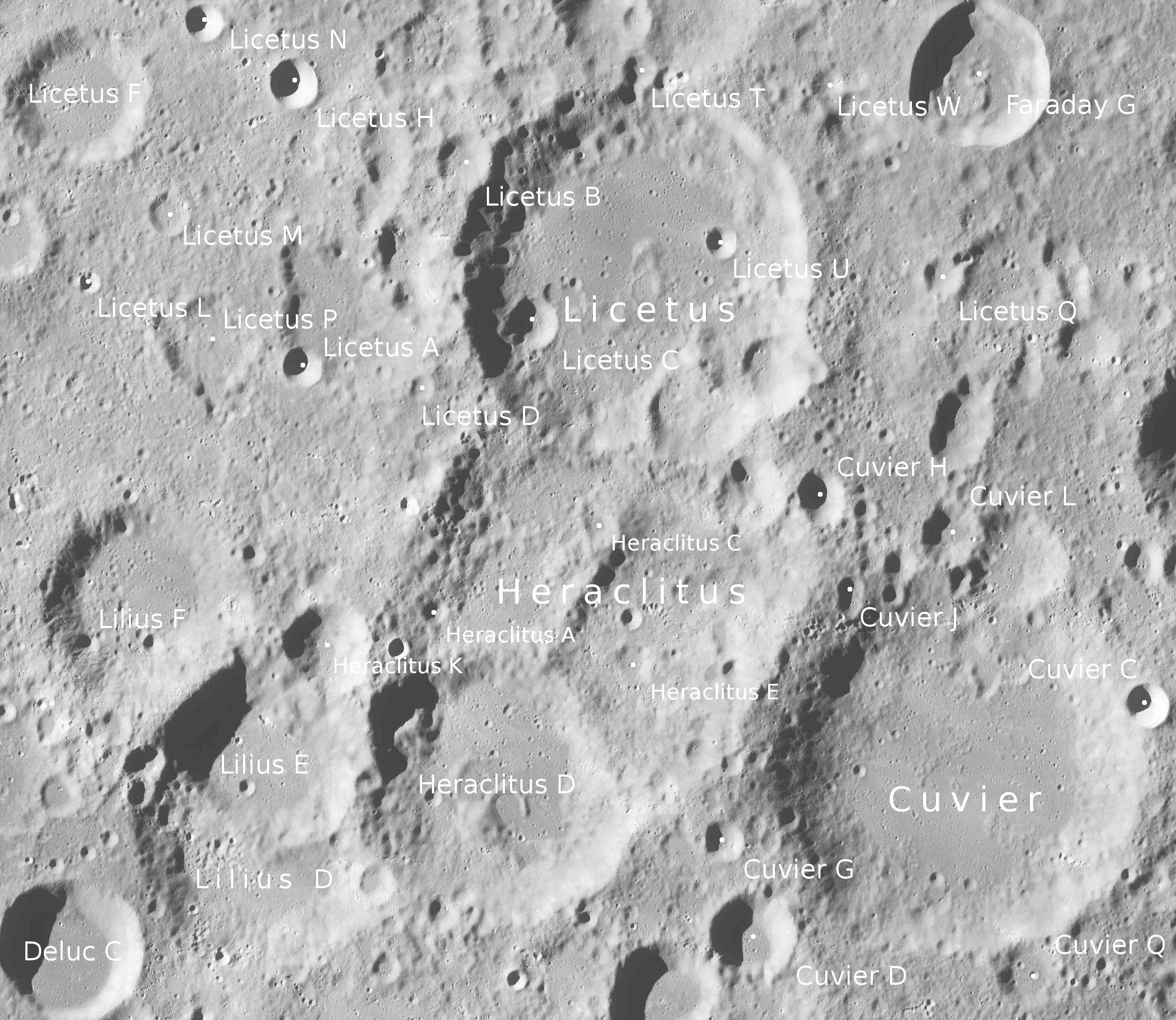
Околиці кратера Геракліт. Фотознімок з Lunar Reconnaissance Orbiter

Найближчими сусідами кратера є величезний кратер Маджіні на заході; кратер Ліцет, що перекриває північну частину кратера Геракліт; кратер Кюв'є, що примикає до південно-східної частини кратера Геракліт; кратер Лілій на півдні; а також кратер Делюк на південному заході. Селенографічні координати центра кратера 49°19′ пд. ш. 6°25′ сх. д. / 49.31° пд. ш. 6.42° сх. д., діаметр 85,7 км, глибина 4,26 км.
Кратер зазнав значних руйнувань за довгий час свого існування, форма його спотворена сусідніми імпактними подіями. Внаслідок цього кратер складається з трьох ділянок, розділених трипроменевим хребтом. Найбільше зруйнованою є східна ділянка, де вал кратера являє собою невисокий хребет, що примикає до кратера Кюв'є. Південно-західна частина кратера перекривається сателітним кратером Геракліт D (див. нижче).
Середня висота вала кратера над навколишньою місцевістю 1420 м, об'єм кратера становить приблизно 7800 км³. У чаші кратера видно залишки двох кратерів.

## Сателітні кратери

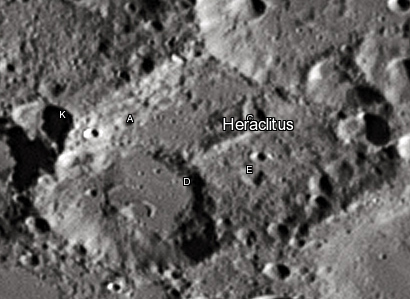
Світлина, зроблена Девідом Кемпбеллом

| Геракліт | Координати                                              | Діаметр, км |
| -------- | ------------------------------------------------------- | ----------- |
| A        | 49°25′ пд. ш. 4°32′ сх. д. / 49.41° пд. ш. 4.54° сх. д. | 5,0         |
| C        | 48°53′ пд. ш. 6°13′ сх. д. / 48.89° пд. ш. 6.22° сх. д. | 6,9         |
| D        | 50°31′ пд. ш. 5°08′ сх. д. / 50.51° пд. ш. 5.14° сх. д. | 56,1        |
| E        | 49°44′ пд. ш. 6°33′ сх. д. / 49.74° пд. ш. 6.55° сх. д. | 7,0         |
| K        | 49°38′ пд. ш. 3°27′ сх. д. / 49.64° пд. ш. 3.45° сх. д. | 16,9        |